# Antonio Farnese
Antonio Farnese (Parma, 29 novembre 1679 – Parma, 20 gennaio 1731) è stato l'ottavo duca di Parma e Piacenza dal 27 febbraio 1727 fino alla sua morte. Dopo di lui, attraverso la discendenza di Elisabetta Farnese, regina di Spagna, l'eredità farnesiana passò alla casata dei Borbone di Spagna e successivamente di Napoli.

## Biografia
Nacque da Ranuccio II Farnese e da Maria d'Este. Terzogenito del duca, Antonio non avrebbe mai pensato di poter cingere la corona ducale, ma Odoardo era addirittura premorto al padre e Francesco, pur avendo regnato a lungo, non ebbe figli.
La sua vita pubblica iniziò a 18 anni con un viaggio nelle principali città europee, viaggio che oltre ad essere di istruzione, doveva essere un veicolo per allacciare rapporti tra i Farnese ed i sovrani europei. Il viaggio iniziò il 14 dicembre 1697. Per l'occasione, Antonio assunse il titolo di marchese di Sala. Suo accompagnatore fu il conte Alessandro Roncovieri. La prima tappa del viaggio fu Milano, dove visitarono la Biblioteca Ambrosiana e dove furono accolti da Carlo Borromeo; proseguirono, quindi, per Torino e per la Francia, dove Antonio si fermò piuttosto a lungo. Tappa successiva fu l'Inghilterra, dove resero omaggio al re Guglielmo, quindi il Belgio, la Spagna, il Portogallo, i Paesi Bassi e la Germania. Nel novembre 1699 furono ricevuti sfarzosamente a Vienna dall'imperatore Leopoldo in persona. Di ritorno dall'Austria si fermarono a Venezia per celebrare il carnevale dell'anno 1700, quindi si spinsero fino a Roma, Napoli e Palermo. Nel novembre del 1700, dopo tre anni di assenza, tornarono finalmente a Parma, dopo aver sperperato oltre due milioni di lire parmensi.
Alcune fonti riportano che, specialmente dopo questi viaggi, il duca Francesco cercò di ritardare il suo matrimonio e di tenerlo lontano dagli affari di Stato favorendone la vita mondana ed oziosa. Certamente questo fu per Antonio un periodo spensierato, in cui si poté dedicare alle sue occupazioni preferite: la buona tavola, il gioco d'azzardo e la caccia, per la quale abbellì la residenza di Sala Baganza con un ricco padiglione. Tuttavia il ritardo con cui si sposò, dovuto sia alla sua avversione per un legame fisso, sia alla contrarietà di Francesco, anche per questioni di appannaggio, probabilmente portò all'estinzione del ramo maschile della famiglia.
L'avanzare dell'età di Francesco, che continuava a non generare figli, preoccupava sia Elisabetta, che voleva porre i suoi figli sul trono ducale, sia la Santa Sede, che voleva mantenere lo status quo. Alla soluzione di questo problema si giunse solo dopo l'ascesa al trono di Antonio.

### Antonio duca di Parma e Piacenza
Quando Francesco morì improvvisamente il 26 febbraio 1727, il quarantottenne Antonio si trovò catapultato al centro della scena. Al momento della morte del fratello si trovava a Reggio per festeggiare il carnevale, un carnevale certamente più fastoso di quello parmense, visto che Francesco praticava una politica di austerità.
Antonio corse a Piacenza per ricevere il giuramento dei sudditi, ma, per non creare incidenti diplomatici, non porse il suo né al papa né all'imperatore.
Ormai il problema del matrimonio era impellente, così Antonio (consigliato anche dalla sua favorita, la contessa Margherita Borri nata Giusti) decise di sposare una rappresentante della Casa d'Este, Enrichetta. Per i precedenti vincoli nuziali che erano intercorsi tra le due famiglie, fu necessario ricevere la dispensa papale, che fu accordata.
Il matrimonio fu sfarzosamente celebrato il 5 febbraio 1728. La nuova duchessa fece il suo ingresso a Parma il 6 luglio.
Gli Atti di Governo che il duca fece in tempo a porre in essere furono il rinnovo delle gride per l'incremento delle piantagioni di gelso al fine di favorire l'industria della seta e l'apicoltura, e per la ripresa della Fiera delle Mercanzie di Piacenza.
Nel 1729, dopo 40 anni, ripristinò l'uso delle maschere nel carnevale parmense.
All'improvviso, il 20 gennaio 1731, dopo tre giorni di sofferenze, causate da impeti di vomito e da febbre acuta, il duca morì. Aveva 51 anni.
Nel suo testamento, rogato un giorno prima di morire, aveva nominato erede universale il "ventre pregnante" della moglie, nominando al contempo un consiglio di reggenza formato dalla vedova, dal vescovo Camillo Marazzani, dal conte Odoardo Anviti, primo Segretario di Stato, dal conte Federico dal Verme, Maggiordomo di palazzo e da 2 Gentiluomini della Corte, il conte Jacopo Antonio Sanvitale ed il conte Artaserse Baiardi. In mancanza di un maschio avrebbe dovuto succedergli la discendenza di Elisabetta Farnese: l'erede non nacque mai e il ducato passò nelle mani di Carlo di Borbone, figlio di Elisabetta Farnese e di Filippo V di Spagna, secondo quanto stabilito nel trattato dell'Aia (gennaio 1720).

## Ascendenza
|                       |                    |                           | Genitori                        |  |  | Nonni |  |  | Bisnonni           |  |  | Trisnonni          |  |
|                       |                    |                           |                                 |  |  |       |  |  | Ranuccio I Farnese |  |  | Alessandro Farnese |  |
|                       |                    |                           |                                 |  |  |       |  |  | Ranuccio I Farnese |  |  | Alessandro Farnese |  |
|                       |                    | Maria d'Aviz              |                                 |  |  |       |  |  | Ranuccio I Farnese |  |  |                    |  |
| Odoardo I Farnese     |                    |                           |                                 |  |  |       |  |  | Ranuccio I Farnese |  |  |                    |  |
|                       |                    | Margherita Aldobrandini   | Giovanni Francesco Aldobrandini |  |  |       |  |  |                    |  |  |                    |  |
|                       |                    | Margherita Aldobrandini   | Giovanni Francesco Aldobrandini |  |  |       |  |  |                    |  |  |                    |  |
|                       |                    | Margherita Aldobrandini   | Olimpia Aldobrandini            |  |  |       |  |  |                    |  |  |                    |  |
| Ranuccio II Farnese   |                    | Margherita Aldobrandini   |                                 |  |  |       |  |  |                    |  |  |                    |  |
|                       |                    | Cosimo II de' Medici      | Ferdinando I de' Medici         |  |  |       |  |  |                    |  |  |                    |  |
|                       |                    | Cosimo II de' Medici      | Ferdinando I de' Medici         |  |  |       |  |  |                    |  |  |                    |  |
|                       |                    | Cosimo II de' Medici      | Cristina di Lorena              |  |  |       |  |  |                    |  |  |                    |  |
| Margherita de' Medici |                    | Cosimo II de' Medici      |                                 |  |  |       |  |  |                    |  |  |                    |  |
|                       |                    | Maria Maddalena d'Austria | Carlo II d'Austria              |  |  |       |  |  |                    |  |  |                    |  |
|                       |                    | Maria Maddalena d'Austria | Carlo II d'Austria              |  |  |       |  |  |                    |  |  |                    |  |
|                       |                    | Maria Maddalena d'Austria | Maria Anna di Wittelsbach       |  |  |       |  |  |                    |  |  |                    |  |
| Antonio Farnese       |                    | Maria Maddalena d'Austria |                                 |  |  |       |  |  |                    |  |  |                    |  |
|                       | Alfonso III d'Este | Cesare d'Este             |                                 |  |  |       |  |  |                    |  |  |                    |  |
|                       | Alfonso III d'Este | Cesare d'Este             |                                 |  |  |       |  |  |                    |  |  |                    |  |
|                       | Alfonso III d'Este | Virginia de' Medici       |                                 |  |  |       |  |  |                    |  |  |                    |  |
| Francesco I d'Este    | Alfonso III d'Este |                           |                                 |  |  |       |  |  |                    |  |  |                    |  |
|                       |                    | Isabella di Savoia        | Carlo Emanuele I di Savoia      |  |  |       |  |  |                    |  |  |                    |  |
|                       |                    | Isabella di Savoia        | Carlo Emanuele I di Savoia      |  |  |       |  |  |                    |  |  |                    |  |
|                       |                    | Isabella di Savoia        | Caterina Michela d'Asburgo      |  |  |       |  |  |                    |  |  |                    |  |
| Maria d'Este          |                    | Isabella di Savoia        |                                 |  |  |       |  |  |                    |  |  |                    |  |
|                       |                    | Ranuccio I Farnese        | Alessandro Farnese              |  |  |       |  |  |                    |  |  |                    |  |
|                       |                    | Ranuccio I Farnese        | Alessandro Farnese              |  |  |       |  |  |                    |  |  |                    |  |
|                       |                    | Ranuccio I Farnese        | Maria d'Aviz                    |  |  |       |  |  |                    |  |  |                    |  |
| Maria Farnese         |                    | Ranuccio I Farnese        |                                 |  |  |       |  |  |                    |  |  |                    |  |
|                       |                    | Margherita Aldobrandini   | Giovanni Francesco Aldobrandini |  |  |       |  |  |                    |  |  |                    |  |
|                       |                    | Margherita Aldobrandini   | Giovanni Francesco Aldobrandini |  |  |       |  |  |                    |  |  |                    |  |
|                       |                    | Margherita Aldobrandini   | Olimpia Aldobrandini            |  |  |       |  |  |                    |  |  |                    |  |
|                       |                    | Margherita Aldobrandini   |                                 |  |  |       |  |  |                    |  |  |                    |  |